# Pocenia
Pocenia (Pucinie in friulano) è un comune italiano di 2 310 abitanti del Friuli-Venezia Giulia.

## Geografia fisica
Il comune di Pocenia, che sorge a circa 9 m s.l.m. (municipio), si estende nella bassa pianura friulana sud-occidentale e dista a 30 km da Udine, 53 km da Gorizia, 55 km da Pordenone, 75 km da Trieste, 82 km da Treviso e 98 km da Venezia. Confina con 5 comuni: Talmassons a nord, Castions di Strada e Muzzana del Turgnano a est, Palazzolo dello Stella a sud e Rivignano Teor a ovest. Lungo il territorio comunale si estendono due fiumi da nord a sud:
- il fiume Stella, considerato uno dei principali fiumi di risorgiva del Friuli-Venezia Giulia che, percorrendo un territorio di 47 km, termina con una foce ad estuario nella Laguna di Marano.
- il fiume Torsa che è un breve fiume che nasce dalla confluenza di alcuni torrenti e canali dal percorso di 6 chilometri nascente nella frazione di Torsa ed è un affluente dello Stella, il cui incontro si ha presso il capoluogo.

Torsa si trova a nord del comune, Paradiso a est mentre Roveredo e Pocenia a sud-ovest.
Il comune si trova a circa 15 km dal Veneto. Infine, nel territorio, ci sono vari laghetti naturali e artificiali e parchi protetti.

### Clima
La zona climatica per il territorio di Pocenia, assegnata con decreto del presidente della Repubblica n. 412 del 26 agosto 1993 e successivi aggiornamenti fino al 31 ottobre 2009, appartiene alla zona climatica "E" trovandosi in una zona compresa tra il clima mediterraneo e continentale. Il clima, perciò, risulta caldo ed afoso in estate mentre è più freddo in inverno e piovoso in autunno; temperato e umido in primavera. La temperatura media annua è di circa 13,4 °C con quella minima di gennaio (3,5 °C) e massima di luglio (23,3 °C). In inverno è tipico scendere fino a -4/-6 °C mentre in estate si raggiungono facilmente i +33/35 °C, mentre più raramente si supera la soglia dei +38 °C. Dal punto di vista pluviometrico la media annua è di circa 1250 mm. Piove abbastanza frequentemente in tutte le stagioni, specie in autunno, mentre il periodo più secco dell'anno è l'inverno, in particolare il bimestre gennaio-febbraio.
Gennaio è il mese più secco dell'anno con soli 73 mm mensili mentre quello più piovoso è novembre con 154 mm. Durante l'estate le precipitazioni sono tendenzialmente temporalesche ma rari sono i fenomeni grandinigeni di rilevanza.
In media nevica circa 1 volta all'anno accumulando al suolo più o meno 5 centimetri annui.

## Storia
L'origine del comune di Pocenia, si presume dalla teoria del suo toponimo "Pulcinia" ossia dal personale femminile latino di Pulcinius, risalga all'epoca romana quando si insediò un villaggio di pescatori locali lungo le rive del fiume Stella. Secondo alcuni storici e studiosi via Stroppagallo potrebbe essere stata nel periodo romano una strada che collegava Cividale del Friuli con Aquileia lungo la quale c'erano delle case signorili dove sono state rinvenute monete di Cesare Augusto e alcune anfore; dal punto di vista geografico, però, Pocenia si trova molto più a ovest rispetto alle due cittadine. Altre storie, narrano che il nome del paese derivi da un termine friulano più moderno, puc e nuie tradotto "poco e niente", data la precedente scarsa popolazione insidiata.
La zona fu abbandonata dopo le invasioni barbariche e solo dopo il dominio del governo dei Patriarchi il territorio fu nuovamente bonificato.
Dal XIII fu caratterizzata da una serie di investiture da parte di signori che esercitarono diritti feudali.
Degni di nota, in ordine cronologico, sono:
- l'autorità esercitata dai Conti di Gorizia. Un documento contenuto tra gli atti finanziari dell'archivio comunale riporta l'investitura del mulino di Torsa a favore di Biagio fu Francesco Ongaro, risalente al 1488;
- l'occupazione da parte dei Savorgnan;
- l'occupazione da parte dei Conti di Sarmete i quali potenziarono il settore agricolo-pastorale.

Il territorio fece parte della Repubblica di Venezia, la Serenissima, fino alla sua soppressione nel 1797, in seguito alla Campagna d'Italia di Napoleone Bonaparte.
Nel 1797 passò a far parte della Repubblica Cisalpina.
Nel 1815 il Congresso di Vienna sancì la definitiva unione di Veneto e Friuli con la Lombardia austriaca, costituendo il Regno Lombardo-Veneto. Durante questo periodo, più precisamente nel 1822, viene riconosciuto come comune di III classe cioè un comune senza un ufficio proprio, ma dipendente da quello di Latisana che costituiva il X distretto territoriale della provincia di Udine.
L'assemblea composta da proprietari terrieri del comune costituiva il Convocato Generale cioè l'unico organo di rappresentanza.
Nel 1866 entrò a far parte del Regno d'Italia.

### Simboli
Lo stemma e il gonfalone sono stati concessi con decreto del presidente della Repubblica del 20 febbraio 1962.
Nello stemma sono raffigurate, su fondo verde, tre spighe di grano d'oro, impugnate, sormontate dal cartiglio, anch'esso d'oro, con l'iscrizione PULCINIA A. D. MCCLI; nella parte inferiore dello scudo vi sono due fasce d'argento, caricate di due pesci, uno per fascia, contronatanti, allusivi ai corsi d'acqua che bagnano il comune e che potrebbero essere un richiamo ai delfini presenti sullo stemma di Daniele Dolfin, ultimo patriarca di Aquileia e primo arcivescovo di Udine.
Il gonfalone è un drappo trinciato di verde e di bianco.

## Monumenti e luoghi d'interesse

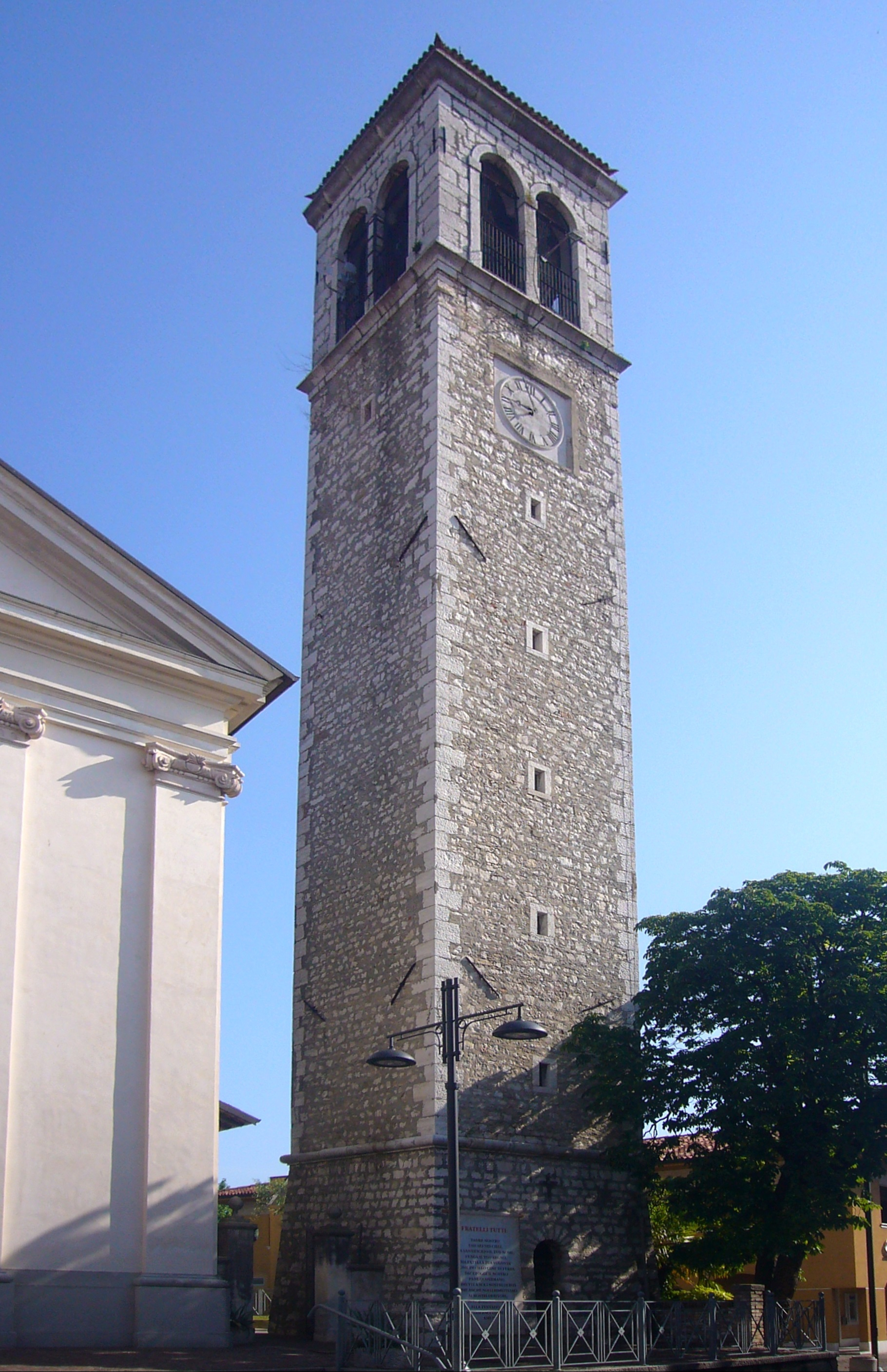
Il campanile della chiesa di San Nicolò Vescovo

Sono luoghi di culto ed edifici storici:
- chiesa di San Nicolò Vescovo, situata nel capoluogo del comune, affiancata alla SP 43;
- chiesa di Santa Maria Assunta, situata nella frazione di Torsa, affiancata alla SP 43;
- chiesa di Santa Maria Annunziata, situata nella frazione di Paradiso in via San Ermacora;
- chiesa della Beata Vergine del Rosario, situata nella frazione di Roveredo, affiancata alla SP 43;
- chiesa della Natività di Maria, situata nella località Rivalta, un borgo rurale tuttora disabitato vicino a via Ariis;
- villa Caratti, situata nella frazione di Paradiso;
- villa Micheli, situata nel capoluogo del comune;
- villa Veritti, situata nella frazione di Paradiso.

Dal punto di vista paesaggistico-faunistico nel comune si trova il parco comunale dei fiumi Stella e Torsa che comprende un territorio di circa 334 ettari e visitabile, anche se solo parzialmente, tramite percorsi pedonali e ciclabili. In questi paesaggi sono stati trovati circa 200 specie di uccelli.

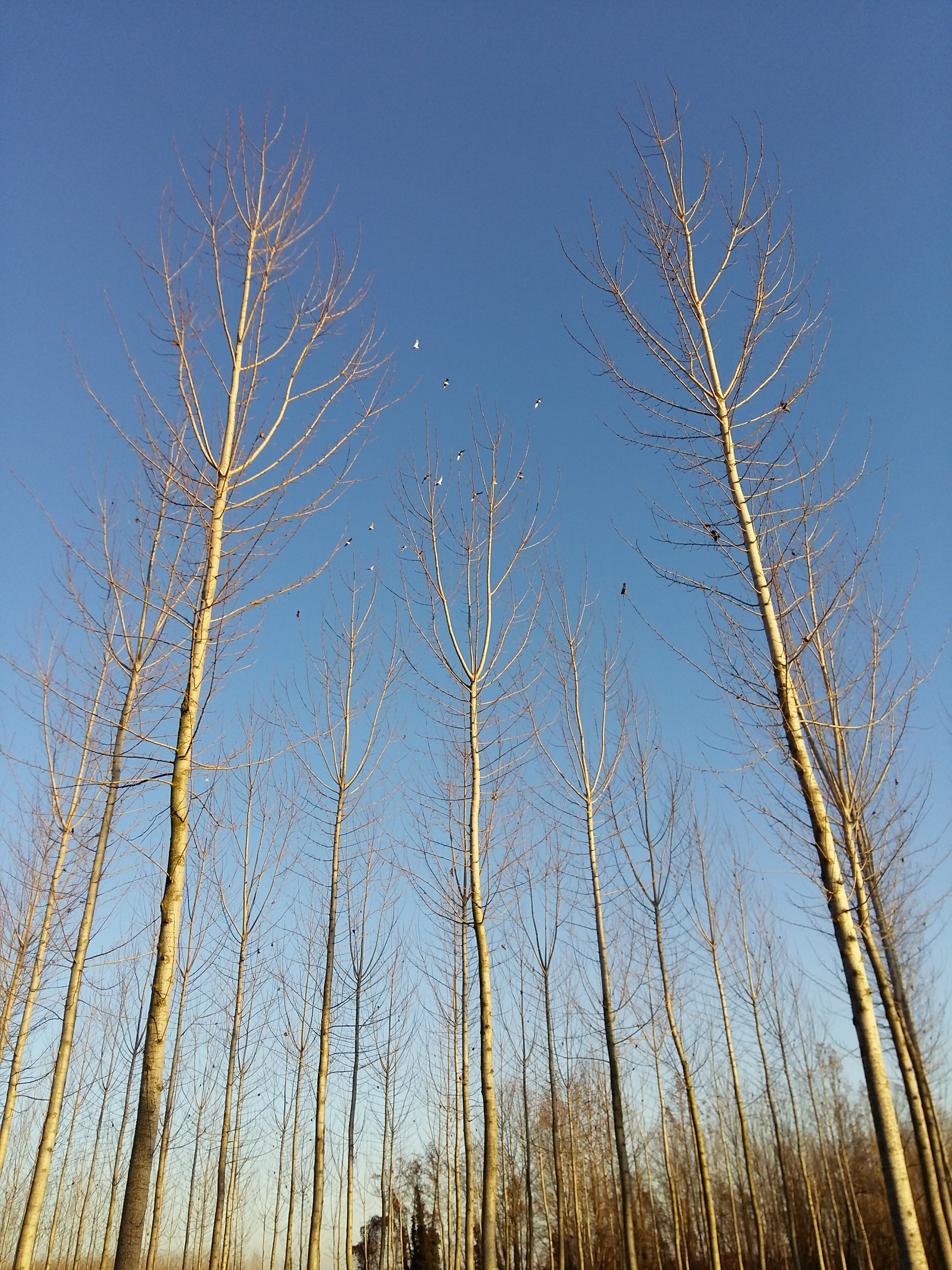
Pioppi nelle campagne di Pocenia

## Società

### Evoluzione demografica
Abitanti censiti

Nel corso dei decenni l'andamento demografico ha avuto alcune variazioni; inizialmente, il numero degli abitanti è risultato abbastanza basso per poi avere un incremento deciso, specie fra 1920 e 1950, dove si contavano le 3200 unità. Successivamente, dagli anni Ottanta del Novecento la popolazione è rimasta pressoché costante, avendo un leggero tasso negativo dal 2012.

### Etnie e minoranze straniere
Al 1º gennaio 2017 i cittadini stranieri residenti nel comune di Pocenia sono 138 e rappresentano il 5,5% della popolazione. Di seguito è riportato il gruppo più consistente:
- Romania - 67

### Lingue e dialetti
A Pocenia, accanto alla lingua italiana, la popolazione utilizza la lingua friulana. Ai sensi della deliberazione n. 2680 del 3 agosto 2001 della Giunta della Regione autonoma Friuli-Venezia Giulia, il Comune è inserito nell'ambito territoriale di tutela della lingua friulana ai fini della applicazione della legge 482/99, della legge regionale 15/96 e della legge regionale 29/2007.
La lingua friulana che si parla a Pocenia rientra fra le varianti appartenenti al friulano centro-orientale.

### Cultura
A Pocenia è presente una scuola dell'infanzia e una scuola primaria, chiamata "Alessandro Manzoni". Anche a Torsa è presente una scuola dell'infanzia. Tutte queste fanno parte dell'istituto comprensivo "Cuore dello Stella", fondato nel 1999 e che racchiude oltre alle scuole di Pocenia e Torsa, quelle di Teor e Rivignano. Nel capoluogo è presente la biblioteca comunale e una sala polifunzionale dove si svolgono spettacoli teatrali e/o conferenze. Nella frazione di Torsa in via dello Sport si trova la sede della Protezione civile del comune.

## Economia
Il comune di Pocenia è riconosciuto per il settore agricolo e soprattutto vinicolo, rinomato per la produzione di vini rossi, bianchi, dolci e spumanti. Nella zona industriale si producono elettrodomestici, porte blindate, materassi. Vi sono allevamenti di mucche, maiali e cavalli. A Torsa  si pratica l'acquacoltura mentre a Paradiso la produzione di acqua e bevande naturali.

## Infrastrutture e trasporti
L'autostrada A4 Torino-Trieste percorre tutto il territorio comunale meridionale. I caselli autostradali più vicini sono quelli di Latisana (12 km) e Porpetto (14,5 km). Pocenia, Roveredo e Torsa sono attraversate dalla strada provinciale 43 e Paradiso dalla strada provinciale 87. Il trasporto delle corriere è garantito dal servizio della SAF. Le stazioni ferroviarie più vicine sono quelle di Palazzolo dello Stella (4,8 km), Muzzana del Turgnano (5,4 km), San Giorgio di Nogaro (12,5 km) e Latisana (13,5 km).
L'aeroporto più vicino è l'Aeroporto del Friuli Venezia Giulia di Ronchi dei Legionari (41 km). Anche questo comune è tuttora interessato dalla costruzione della terza corsia dell'autostrada A4 Torino-Trieste (terzo lotto) e il rifacimento del ponte soprastante la SP 43.

## Amministrazione
| Periodo | Periodo | Primo cittadino  | Partito      | Carica  | Note         |
| ------- | ------- | ---------------- | ------------ | ------- | ------------ |
| 2007    | 2012    | Danilo Bernardis | lista civica | Sindaco |              |
| 2012    | 2017    | Danilo Bernardis | lista civica | Sindaco | riconfermato |
| 2017    | 2022    | Sirio Gigante    | lista civica | Sindaco |              |

### Altre informazioni amministrative
Il comune fa parte del Patto dei sindaci, un movimento europeo nato nel 2009 che, appunto, vede coinvolte le autorità locali e regionali impegnate ad aumentare l'efficienza energetica e l'utilizzo di fonti energetiche rinnovabili nei loro territori. L'obiettivo di tale patto è quello di ridurre il 20% delle emissioni di CO2 entro il 2020.

## Sport
Nel comune si praticano discipline sportivo-ricreative come pallacanestro, pallavolo, calcetto, tiro con l'arco, tiro al bersaglio, ciclismo, caccia e pesca sportiva, di cui molte sono le associazioni sportivo-culturale.

### Tennis
L'associazione sociale dilettantistica di tennis del capoluogo è l'A.S.D. Tennis Club Pocenia. Si trova un campo in superficie di cemento con annessa tribuna nel centro sportivo e ricreativo del capoluogo in via Stroppagallo e adiacente alla palestra comunale, rifatto completamente nel 2013. Il circolo è affiliato all'Unione Italiana Sport Per tutti (UISP) e disputa tornei a livello provinciale e regionale.

### Calcio
L'associazione sociale dilettantistica di calcio del capoluogo è l'A.S.D. Nuova Calcio Pocenia. La sede si trova in via Stroppagallo. A fianco del campo di gioco si trova lo stadio comunale con una capienza di circa 250 posti a sedere e al coperto, inaugurato nel 2012, insieme agli spogliatoi. Questa squadra milita nella Seconda Categoria del campionato regionale del Friuli-Venezia Giulia. Nel corso degli anni ha fatto parte anche della Terza Categoria. I colori sociali sono il verde e bianco. È presente anche la squadra di calcio A.S.D. Vecchie Glorie Pocenia, sempre appartenente alla categoria degli amatori.
Nella frazione di Torsa è, invece, attiva la A.S.D. Amatori Calcio Torsa ed è affiliata alla CSEN. Tale squadra partecipa al campionato LCFC, ossia Lega Calcio Friuli Collinare, e milita nella 1ª categoria del girone B. I colori sociali sono il bianco e l'azzurro. La sede è in via dello Sport.

### Yoseikan budo
È un'arte marziale giapponese. L'associazione sociale dilettantistica di yoseikan budo del capoluogo è l'A.S.D. Yoseikan Club Pocenia la cui sede si trova in via Stroppagallo, presso la palestra comunale. Il circolo fa parte di tornei a livello provinciale e regionale nonché nazionale.